# Черемухіно (Калінінградська область)
Черемухіно (рос. Черемухино) — селище Балтійського району, Калінінградської області Росії. Входить до складу Дивного сільського поселення.
Населення — 11 осіб (2015 рік).

## Населення
| 2002 | 2010 |
| ---- | ---- |
| 14   | ↘11  |